# Кисіль Василь Іванович
Васи́ль Іва́нович Кисі́ль (28 жовтня 1948, село Григорівка, Обухівського району, Київської області — 7 серпня 2019, місто Київ) — український юрист, доктор юридичних наук (2002), професор кафедри міжнародного приватного права Київського національного університету імені Тараса Шевченка (2002), адвокат, старший партнер юридичної фірми «Василь Кісіль і Партнери».
Василь Кисіль був одним з провідних українських експертів у сферах міжнародного приватного права, цивільного права та законодавства про інвестиції. Неодноразово очолював списки найкращих юристів України. Досліджував проблеми колізійного регулювання в сучасному міжнародному приватному праві, правового регулювання зовнішньо-економічних відносин, цивільно-правові засади регулювання господарської діяльності.

## Життєпис

### Освіта
У 1976 закінчив Київський національний університет імені Тараса Шевченка за спеціальністю міжнародне право. У 1980 захистив кандидатську дисертацію. У 2001 році захистив докторську «Механізми колізійного регулювання у сучасному міжнародному приватному праві».
На вибір професії істотно вплинула робота Г. Ф. Шершеневича «Історія філософії права». Під час навчання найбільший вплив на світосприйняття та відношення до майбутньої професії справив професор Г. К. Матвєєв, завдяки якому Василь Кисіль обрав викладацьку кар'єру.
Крім української та російської також володів французькою мовою.

### Професійна діяльність
Після закінчення університету в 1976 році працював викладачем на катедрі міжнародного приватного права. Входив до спеціалізованої вченої ради з юридичних наук Київського національного університету імені Тараса Шевченка.
У 1986 спільно зі своїми учнями створив юридичну фірму, яка стала у майбутньому першою приватною юридичною фірмою в Україні, а згодом переросла в адвокатське об'єднання. Колишні студенти стали партнерами Василя Кисіля. Відповідно, з 1987 по 1992 роки він був головою правління юридичної фірми «Юрзовнішсервіс» у Києві, а з 1992 року — старшим партнером адвокатського об'єднання «Василь Кісіль і Партнери». Він був членом Київської міської колегії адвокатів.
Був членом Постійної палати третейського суду в Гаазі з 26 квітня 2004 року по 2013 рік.

### Громадська діяльність
Василь Кисіль брав участь у дорадчих органах при органах державної влади України:
- Науково-консультаційній раді при Вищому господарському суді України з 28 лютого 2003 року[13][14][15] до припинення роботи суду 15 грудня 2017 року[16], а поки існували секції з 28 лютого 2003 до 25 лютого 2011 року входив у секцію процесуального законодавства і законодавства про інтелектуальну власність[13],
- Науково-консультаційній раді при Вищому адміністративному суді України з 28 грудня 2006 до 28 лютого 2013 року[17][18],
- Науково-консультаційній раді при Верховному суді України з 5 жовтня 2007 року[19] до припинення його діяльності 15 грудня 2017 року[16] та Науково-консультативній раді при Верховному Суді з 30 березня 2018 року[20],
- громадській раді при Міністерстві юстиції України, утвореній на виконання указу Президента України, протягом її існування з 4 лютого 2009[21] до 16 червня 2011 року[22],
- Національній комісії зі зміцнення демократії та утвердження верховенства права при Президенті України протягом її існування з 9 грудня 2010[23] до 20 лютого 2015 року[24],
- робочій групі з питань удосконалення підготовки фахівців з вищою освітою за напрямом «Міжнародне право», утвореній Міністерством освіти і науки, молоді і спорту України в 2012 році[25].

Він був одним із засновників в 1992 році та членом наглядової ради Всеукраїнського благодійного фонду «Українська правнича фундація».
Входив до Довірчої Ради Національного університету «Києво-Могилянська академія» у 2010—2015 роках.

### Законопроєктна діяльність
Брав участь у підготовці проєктів законів України «Про зовнішньоекономічну діяльність», «Про підприємництво», «Про господарські товариства», «Про лізинг», «Про режим іноземного інвестування», «Про відновлення платоспроможності боржника або визнання його банкрутом».
В. І. Кисіль вважав: Україні, щоб приєднатися до Європейського Союзу, треба усвідомити суть і значення принципу та концепції верховенства права, за яким прагне жити цивілізована Європа.

### Редакційна діяльність
Входив до редакційних колегій періодичних наукових видань «Актуальні проблеми міжнародних відносин» Інституту міжнародних відносин і «Вісник Київського національного університету імені Тараса Шевченка. Міжнародні відносини». Також був членом редакційної колегії друкованого органу Вищого адміністративного суду України до припинення роботи суду 15 грудня 2017 року.

### Захоплення
Захоплювався театром і живописом. Серед улюблених книг називав ранні оповідання Михайла Зощенка як такі, мовна стилістика яких викликала в нього подив і посмішку.

## Публікації
Кисіль В. І. є автором і співавтором підручників, монографій і публікацій. Він також упорядкував збірку праць Матвєєва Г. К.

## Нагороди та визнання
Отримав нагороду «Market Maker in Ukraine», засновану CEE Legal Matters — авторитетним інформаційним виданням про юристів та юридичні ринки Центральної та Східної Європи, яка вручається найбільш досвідченим правникам за особливі досягнення і впливову роль у становленні ринку юридичних послуг в країні. 
«Ми маємо за велику честь зібрати разом найбільш впливових, загальновизнаних, високоповажних та надзвичайно талановитих правників з усієї Центральної та Східної Європи. Ці професіонали не лише спостерігали за розвитком їхніх ринків, а й значною мірою впливали на процес. В ході дослідження, проведеного у 22 країнах, ми виявили, що лауреати премії Market Makers отримали одностайне визнання колег завдяки їх успіху та репутації, професіоналізму, самовідданості та неухильному дотриманню найвищих стандартів адвокатської етики».— Девід Стакі, виконавчий редактор видання CEE Legal Matters
Довідник «The PLC Cross-border Mergers & Acquisitions Handbook 2006/07» визнав Василя Кисіля провідним українським фахівцем у сфері злиттів та поглинань.
Кисіль В. І. декілька років поспіль очолював перелік найвідоміших юристів України, складений щорічним оглядом ринку «Юридичні фірми України» (рос. «Юридические фирмы Украины»). Визнаний довідником «Ukrainian Law Firms» (a Handbook for Foreign Clients) провідним експертом із інвестиційних питань протягом всіх років існування даної номінації. Увійшов до списку 50 найкращих юристів за версією дослідження «Юристи України 2008. Вибір клієнта», що проводилося «Юридичною газетою».
Довідник «The PLC WHICH LAWYER? YEARBOOK 2008» відзначив Василя Кисіля серед провідних спеціалістів в області банківської справи й фінансів, а також злиття й поглинання[джерело?].
Щорічним виданням «The International Who's Who of Business Lawyers», що ґрунтується на незалежних рекомендаціях колег і клієнтів, Василь Іванович Кисіль неодноразово вказувався серед провідних світових фахівців з корпоративного управління[джерело?].
Згідно з міжнародним довідником Chambers Europe 2008 пан Кисіль був одним із найкращих українських юристів в області корпоративного й комерційного права: "…партнер Василь Кисіль …характеризувався опитуваними як «наставник — більшість інших передових українських юристів училися в нього, а він як і раніше провідний авторитет»[джерело?].
У 2013 році став лауреатом відзнаки Асоціації правників України «За честь і професійну гідність».

## Вшанування пам'яті
У липні 2020 року розпочав роботу Благодійний фонд пам'яті Василя Кисіля, який підтримує освітні проєкти. 2021 року за підтримки фонду видано художньо-публіцистичну книгу спогадів про Василя Івановича «Зворушлива константа».